# Гизетти, Александр Алексеевич
Александр Алексеевич Гизетти (16 [28] февраля 1888, Санкт-Петербург — 22 октября 1938, Куйбышев) — эсер, член Всероссийского учредительного собрания, литературовед.

## Биография
Дворянского происхождения. Отец — Алексей Викторович Гизетти (1850—1914), из старинного итальянского рода Гизетти ди Капофиерри, домашний учитель и позднее друг И. М. Гревса, двоюродная сестра которого Наталья Дмитриевна Бекарюкова (1859—1937?) в 1887 году стала женой Алексея Викторовича, а 16 (28) февраля 1888 года — матерью Александра. Мать долгое время работала врачом в земских больницах Харьковской губернии; также занималась литературной деятельностью, писала под псевдонимом Т. Барвенкова. Дед, Виктор-Эммануил Антонович Гизетти (1823—1899), был братом сенатора Германа Антоновича Гизетти.
С 1907 года учился на историко-филологическом факультете Санкт-Петербургского университета. С 1908 года находился под надзором полиции. Начал печататься в 1909 году. В 1910 году организатор студенческого «кружка по внешкольному просвещению», позднее — «эрмитажного кружка». Н. П. Анциферов так описывает облик Александра Гизетти в этот период:

Высокий блондин с крупными чертами лица, скорее английского типа: прямой нос, выдающийся подбородок, узкая светлая бородка. Чрезвычайно скромный, в своём сером пиджачке или чёрной косоворотке, чрезвычайно застенчивый и рассеянный до крайности. Это был подлинный аскет вечно с книгой, за работой, глубоко преданный революционному движению. Его интересовали и проблемы философии, и вопросы искусства, литературы, истории.
С 1911 в ссылке в Пермской губернии. Вернувшись из ссылки, окончил университет в 1913 году. Был оставлен при университете. Одновременно преподавал в 2-м василеостровском коммерческом училище. Член партии эсеров с 1907 года, во время первой мировой войны эсер-интернационалист. Печатался в журнале «Русское богатство». Один из лидеров (совместно с Ивановым-Разумником) группы, сложившейся при редакции журнала «3аветы». С 1915 года редактор газеты «Народная мысль» (вместе с П. Витязевым и П. Сорокиным). К 1919 году закончил под руководством И. М. Гревса магистерскую работу «К вопросу о средневековом миросозерцании („De civitate Dei“ и „Divina Comedia“)», которая осталась, по-видимому, незащищенной.
- С сентября 1915 по май 1916  — лектор истории в классах для взрослых при Лиговском Народом доме (учреждён графиней С. В. Паниной)[7]
- C мая 1916 по конец 1918 года — член созданного П. Сорокиным Социологического общества им. М. М. Ковалевского.
- В 1917 — сотрудник газеты «Дело народа».

Делегат IV съезда партии социалистов-революционеров.
В 1917 году избран во Всероссийское учредительное собрание в Витебском избирательном округе по списку № 1 (социалисты-революционеры), по другим сведениям обязательный кандидат партии эсеров в Учредительном собрании. Участвовал в заседания Учредительного собрания 5 января 1918 года.
30 января 1918 года в Петрограде ЦК партии эсеров поручил ему совместно с В. Г. Архангельским и А. Н. Слетовой-Черновой организацию партийной работы среди учителей. Сотрудничал с журналом «Голос минувшего», участвовал в разработке наследия Михайловского, Бакунина, Лаврова.
В советское период был литературным критиком, литературоведом, написал ряд книг и статей об А. Ахматовой, И. Бунине, Г. Ибсене и др. Занимался творчеством П. Л. Лаврова, редактировал издание его сочинений. В серии «Вожди русской общественной мысли» опубликованы его очерки о В. Г. Короленко, Г. И. Успенском, М. Е. Салтыкове-Щедрине. Вёл кружок «Философия народничества» в Вольной философской ассоциации (Вольфила). Член совета Вольфилы. Прочёл там доклады — «Трагедия культуры. („Прометей“ Вяч. Иванова)», «Скитальцы и почвенники (о двух типах русской интеллигенции)», «Общество и космос». В 1922 году выступил на собрании в честь 2350-летия со дня рождения Платона и третьей годовщины со дня основания Вольфилы. До середины 1920-х гг. работал в библиотеке АН СССР.

### Аресты
- 27 апреля 1921 — арестован, 11 мая 1922 — освобождён[10].
- В октябре 1924 — арестован, 5 ноября отправлен в Москву и заключён в Бутырскую тюрьму, но вскоре освобождён[10].
- В 1929 — арестован, вновь освобождён[10].
- 15 сентября 1930 — вновь арестован в Ленинграде, приговорён к 3 годам ссылки в Среднюю Азию. В феврале 1931 выслан в Ташкент, затем переведён в Коканд. Работал научным сотрудником в Среднеазиатском отделении Академии наук[10].
- 5 февраля 1933 — арестован, как участник «покушения» на Сталина (по этому же делу проходил поэт Н. Заболоцкий)[8], отправлен для дальнейшего следствия в Ленинград, в мае переведён в Москву. 28 июня приговорён к 3 годам тюремного заключения и отправлен в Ярославский политизолятор. 20 января 1936 — освобождён и отправлен на 3 года в ссылку в Куйбышев[10].
- 11 января 1938 г. вновь арестован[10]

В последних днях А. А. Гизетти много неясного. По одним сведениям, умер в процессе следствия 22.10.1938 г. в Куйбышевской тюрьме. По другим, вывезен в Москву и заключён в Таганскую тюрьму, а 17 июня 1939 — освобождён и скончался в больнице.
Реабилитирован по закону от 18 октября 1991.
По сведениям итальянской организации Memorial Italia, расстрелян 7 октября 1937 года.

## Сочинения
- Забытый мыслитель. Жизнь и сочинения Ю. Банзена // Вопросы философии и психологии. — 1912. — № 3;
- Индивидуализм и общественность в мировоззрении Н. К. Михайловского // Заветы. — 1914. — № 1;
- О миросозерцании Вл. Соловьева // Заветы. — 1914. — № 2;
- Три души (Стихотворения Н. Львовой, А. Ахматовой, М. Моравской) //Ежемесячный журнал. — 1915. — № 12;
- Писарев и Гл. Успенский // НМ. — 1915. — № 1;
- Г. Ибсен как художник и мыслитель // Ежемесячный журнал. — № 7—10;
- Возрождение или вырождение? // Ежемесячный журнал. — 1916. — № 4;
- Борьба за свободу в России. — Петроград, 1917;
- От декабристов до наших дней. — Петроград, 1917;
- Что такое народное образование и каким оно должно быть? — Петроград, 1917;
- Стихия и творчество. Русская литература перед лицом революции // Мысль. — 1918. — № 1;
- Светлый духом: (В. Г. Короленко). — 3-е изд. — Петроград, 1918;
- Сто лет борьбы за свободу: От декабристов до наших дней. Краткая история революционного движения в России. — Н.-Й., 1919;
- Мировоззрение Герцена. — Петроград, 1920;
- П. Л. Лавров и Вл. Соловьев. Опыт сравнительной характеристики. — Петроград, 1922;
- П. Л. Лавров как «историк мысли». — Петроград, 1922;
- Писатель-подвижник: Глеб Успенский. Очерк жизни и творчества. — Петроград, 1922;
- Поэт мировой дисгармонии // Петроград. Альманах. — 1923. — Вып. 1;
- Сатирик-гражданин М. Е. Салтыков: Очерк жизни и творчества. — Петроград, 1923;
- Лирический лик Сологуба // Современная литература. — Л., 1925.

## Семья
Жена — Елена Осиповна урождённая Флеккель, сотрудница издательства Общества политкаторжан, в 1933—1934 научный сотрудник Академии искусствознания, скончалась в феврале 1934 года, когда А. А. Гиззетти был в заключении. Сведения об аресте не позднее 1935 года, вероятно, ошибочны.

## Адреса
1930 — Ленинград, проспект Маклина, 31, кв. 19.
Март 1936 — Куйбышев 2, Владимировский овраг, д. № 20
Сентябрь 1936 — февраль 1937 — Куйбышев, Затонная, 48, кв. 1